# The Lark Ascending
The Lark Ascending (l'envol de l'alouette), IRV 38, est une pièce, d'un seul mouvement en mi mineur noté Andante sostenuto, écrite par le compositeur anglais Ralph Vaughan Williams, inspirée par le poème du même nom écrit en 1881 par George Meredith. Originellement composée en 1914 pour violon et piano et créée en 1920, l'œuvre est remaniée pour violon soliste et orchestre, sans toutefois porter la mention de concerto. Cette dernière version, la plus jouée aujourd'hui, a été créée en 1921 et porte le sous-titre descriptif « A Romance ».
L'œuvre a gagné en popularité notamment en Grande-Bretagne à partir du milieu du XXe siècle.

## Inspiration
L'œuvre, dédiée à la violoniste Marie Hall, s'inspire d'un poème de George Meredith, dont les vers suivants ouvrent la partition :
Texte originel

« He rises and begins to round,

He drops the silver chain of sound,

Of many links without a break,

In chirrup, whistle, slur and shake.

For singing till his heaven fills,

‘Tis love of earth that he instils,

And ever winging up and up,

Our valley is his golden cup

And he the wine which overflows

to lift us with him as he goes.

Till lost on his aerial rings

In light, and then the fancy sings. »

Première traduction

« Elle s’élève et se met à tourner,

Déroule des sons la chaîne argentée

En nombreux anneaux sans les détacher :

Claquements, sifflets, liaisons et tremblés.

C’est pour distiller l’amour de la terre

Qu’elle chante au point de remplir les airs.

À chaque coup d’aile elle monte encor,

Et de la vallée fait sa coupe d’or ;

Elle en est le vin qui déborde au sol

Pour nous emporter avec son envol.

Quand elle se perd en notes légères,

La fantaisie chante en pleine lumière. »

Seconde traduction

« Elle s'élève et se met à tourner,

Elle laisse tomber la chaîne argentée du son,

sans séparer ses nombreux anneaux,

Avec force pépiements, sifflements, liaisons et tremblements.

Car en chantant jusqu'à ce que son ciel soit repu,

C'est l'amour de la terre qu'elle insuffle,

et à chaque coup d'aile,

Notre vallée devient sa coupe dorée

Et elle est le vin qui déborde

Pour nous élever avec elle lors de son prochain envol.

Jusqu'à ce que, perdue sur ses anneaux aériens,

Dans la lumière, puis l'imagination chante. »

## Musique

### Instrumentation
| Instrumentation de The Lark Ascending de Vaughan Williams             |
| Solistes                                                              |
| 1 violon soliste                                                      |
| Cordes                                                                |
| premiers violons, seconds violons, altos, violoncelles, contrebasses. |
| Bois                                                                  |
| 2 flûtes traversières, 1 hautbois, 2 clarinettes en la, 2 bassons     |
| Cuivres                                                               |
| 2 cors en fa                                                          |
| Percussions                                                           |
| 1 triangle                                                            |